# ريما الجفالي
ريما الجفالي (من مواليد 18 يناير 1992) هي سائقة سيارة سباق سعودية مُحترفة تتنافس حاليًا في فئة الفورمولا 4. وهي معترف بها رسمياً كأول سائقة لسباق لامرأة سعودية وكذلك أول امرأة سعودية تحمل رخصة سباق. في نوفمبر 2019، أصبحت أول سائقة سيارة سباق في البلاد تشارك في مسابقة سباق دولية في المملكة العربية السعودية. أدرجتها شبكة بي بي سي ضمن قائمتها لعام 2022 لأكثر 100 امرأة ملهمة ومؤثرة حول العالم

## النشأة والتعليم
وُلدت الجفالي ونشأت في مدينة جدة. عندما كانت طفلة كانت تهتم بالسيارات والرياضة بشكل عام. وفي ذاك الوقت كانت القيادة ممنوعة للمرأة في السعودية، وكانت اهتمامها غريبًا نوعًا ما. أكملت تعليمها الابتدائي في المدرسة البريطانية الدولية بجدة. تابعت الجفالي دراساتها العليا في الشؤون الدولية في جامعة نورث إيسترن في عام 2010.

## سباق المهنة

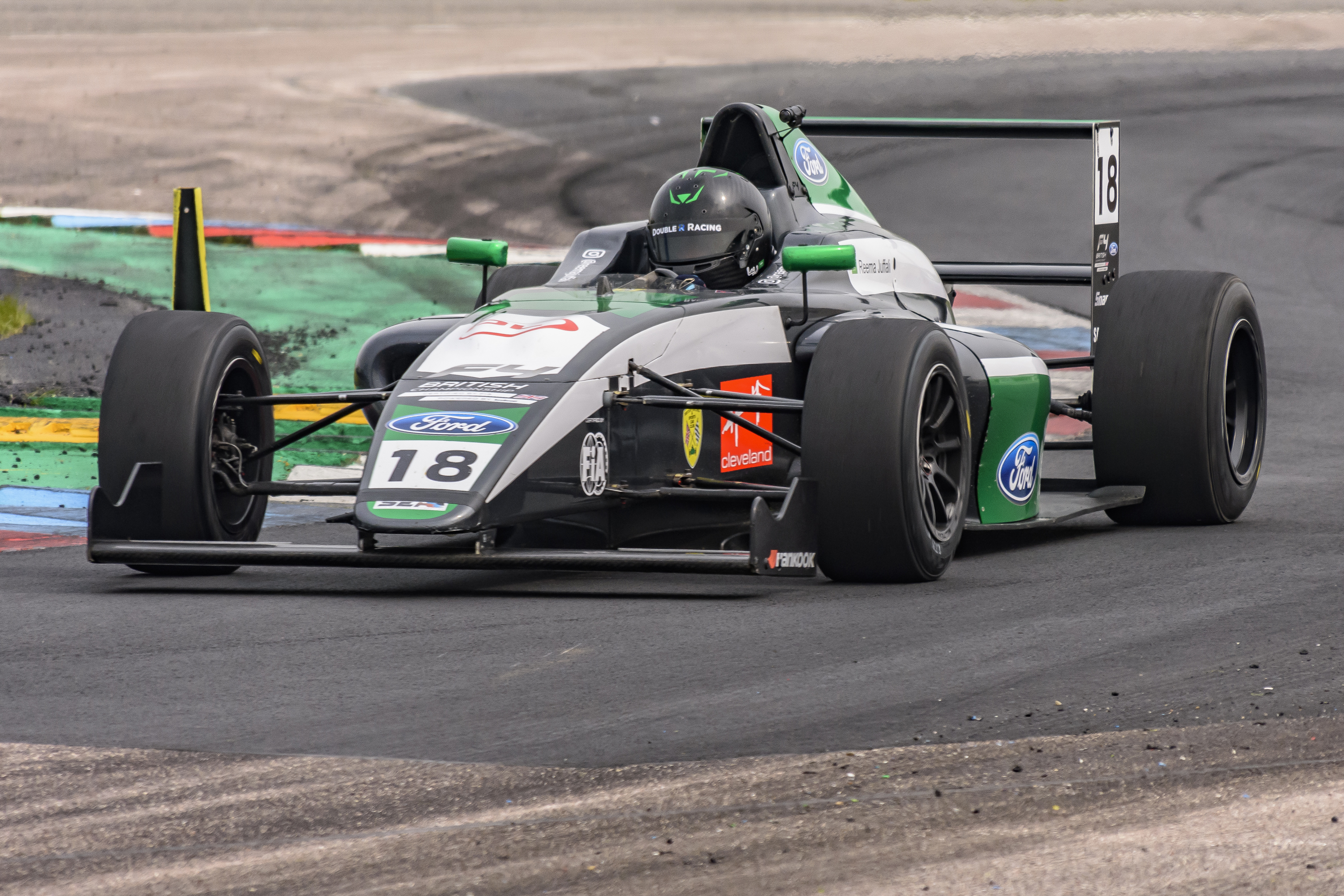
ريما الجفالي في سيارتها F4 في ثروكستون في أبريل 2019

بعد التخرج، حصلت الجفالي على رخصة قيادة في أكتوبر 2010 أثناء اجتيازها اختبار القيادة في الولايات المتحدة. حصلت على رخصة سباق لها في سبتمبر 2017، بعد أن أن تم السماح بقيادة المرأة في السعودية بنجاح. جاء أول سباق لها كمتسابقة مُحترفة في أكتوبر 2018 وسجلت فوزها الأول في ديسمبر 2018.
في أبريل 2019، مثلت الجفالي المملكة العربية السعودية في عام 2019 ببطولة F4 البريطانية في براندز هاتش والتي كانت أيضًا أول ظهور لها في حدث سباق تنافسي في بطولة F4 البريطانية.
في 22 نوفمبر 2019، أصبحت أول امرأة سعودية تتنافس في مسابقة سباق دولية في المملكة العربية السعودية. شاركت في سباق السيارات الكهربائي بالكامل 2019-20 Jaguar I-Pace eTrophy كسائقة VIP؛ أقيم السباق في الدرعية، وهي مدينة قريبة من العاصمة الرياض. ومن المقرر أن تشارك في بطولة 2020 للفورمولا 4 الإماراتية.

### نتائجها
| الموسم  | سلسلة        | المركز | سيارة                 | الفريق           |
| ------- | ------------ | ------ | --------------------- | ---------------- |
| 2019    | F4 بريطانيا  | 13     | Mygale - فورد M14-F4  | مزدوج R سباق     |
| 2019-20 | بطولة جاكوار | NC     | جاكوار I-PACE eTROPHY | جاكوار سيارة VIP |

## روابط خارجية
- ريما الجفالي على موقع DriverDB.com (الإنجليزية)